# Амбарнское сельское поселение
Амба́рнское сельское поселение — муниципальное образование в составе Лоухского района Республики Карелия Российской Федерации. Административный центр — посёлок Амбарный.

## Население
| 2009 | 2010  | 2012  | 2013  | 2014  | 2015  | 2016  |
| ---- | ----- | ----- | ----- | ----- | ----- | ----- |
| 0    | ↗1291 | ↘1225 | ↘1177 | ↘1137 | ↘1076 | ↘1029 |
| 2017 | 2018  | 2019  | 2020  | 2021  | 2023  |       |
| ↘993 | ↘969  | ↘928  | ↘881  | ↘409  | ↗759  |       |

## Населённые пункты
В состав сельского поселения входят три населённых пункта:
| № | Населённый пункт | Тип населённого пункта  | Население |
| - | ---------------- | ----------------------- | --------- |
| 1 | Амбарный         | посёлок                 | ↘606      |
| 2 | Боярская         | железнодорожная станция | ↘34       |
| 3 | Энгозеро         | посёлок                 | ↘537      |